# Мартин, Луис (тяжелоатлет)
Луис Джордж Мартин (англ. Louis George Martin; 11 ноября 1936, Кингстон, Британская Ямайка — 16 января 2015, Хинор, Дербишир, Великобритания) — британский тяжелоатлет, серебряный призёр летних Олимпийских игр в Токио (1964), бронзовый призёр летних Олимпийских игр в Риме (1960).

## Спортивная карьера
Вырос на Ямайке, переехав в Англию в возрасте 19 лет. Там он играл в школе крикета и занимался бодибилдингом. Начал тренировки в тяжелой атлетике только в 22 года, однако быстро добился высоких результатов за счет превосходных антропометрических данных. Его наставников от Британской ассоциации тяжелой атлетики стал Эл Маррей. В 1959 г. спортсмен выиграл свой первый британский чемпионат и в том же году завоевал золотую медаль на чемпионате мира в Варшаве в среднем весе весе (до 90 кг). Впоследствии он ещё трижды побеждал на мировых первенствах.
На летних Олимпийских играх в Риме (1960) завоевал бронзовую медаль, а через четыре года в Токио (1964) стал серебряным призёром Олимпиады. На летних Играх в Мехико (1968) выступил неудачно.
Являлся рекордсменом мира в двуручном толчке — 190,5 кг, Тегеран (1965) и в олимпийском троеборье: — 480 кг в Будапеште (1962) и 487,5 кг в Лондоне (1965).

## Достижения
- 1959 г. — чемпион первенств мира и Европы в Варшаве с результатом 445 кг,
- 1960 г. — бронзовая медаль Олимпийских игр в Риме с результатом 445 кг,
- 1961 г. — серебряный призёр чемпионатов мира и Европы в Вене с результатом 462,5 кг,
- 1962 г. — чемпион Игр Британской империи и Содружества в Перте с результатом 470 кг,
- 1962 г. — чемпион первенств мира и Европы в Будапеште с результатом 480 кг,
- 1963 г. — чемпион первенств мира и Европы в Стокгольме с результатом 480 кг,
- 1964 г. — серебряная медаль Олимпийских игр в Токио с результатом 475 кг,
- 1965 г. — победитель чемпионата Европы в Софии с результатом 485 кг,
- 1965 г. — победитель чемпионата мира в Тегеране с результатом 487,5 кг,
- 1966 г. — чемпион Игр Британской империи и Содружества в Кингстоне с результатом 462,5 кг,
- 1970 г. — чемпион Игра Британского Содружества в Эдинбурге с результатом 457,5 кг.